# 金杯大海狮
金杯大海狮（或金杯新海狮）是中国汽车制造商金杯汽车基于与较小的金杯海狮货车相同的平台生产的一系列轻型商用货车。金杯大海狮 于 2010 年首次推出，此后提供了多种车身配置，包括小型货车/MPV 、小巴、厢式货车、载人货车和救护车。短轴版本命名为金杯大海狮W或金杯 H2，而长轴版本命名为金杯大海狮 L或金杯 H2L。 

## 概述
金杯大海狮 W或金杯H2于2012年3月23日由金杯发布， 外观方面，本次即将上市的金杯大海狮物流版车型与普通版车型并无明显区别，但新车采用了封闭式货舱设计，且考虑到实用性，其前/后保险杠、外后视镜以及车门把手均采用了黑色塑料材质。
内饰方面，新车同样与普通版车型保持高度一致，其中控台设计简洁，且各按键区布局也比较规整。此外，由于新车定位于物流商务车，所以后部货舱内的座椅被拆除，且地板还采用了防滑铝合金材质。
动力方面，虽然官方并未公布具体数据，但新车预计依然搭载2.4L、2.7L两款汽油发动机以及一款2.5T涡轮增压柴油发动机，最大输出功率分别为102kW/111kW/85kW，峰值扭矩分别为217Nm/241Nm/280Nm。传动系统方面，与发动机匹配的是5速手动变速箱。

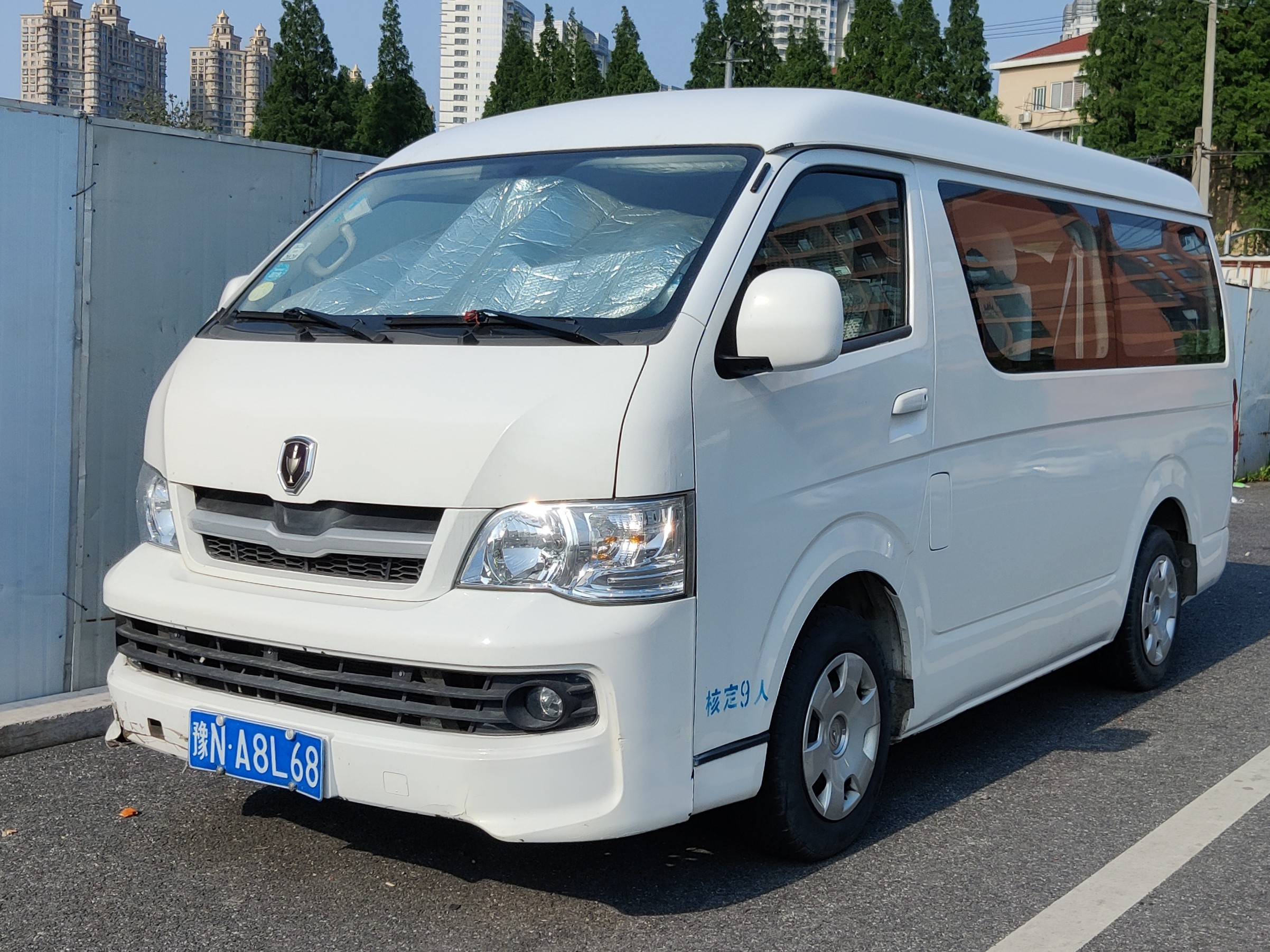
金杯新海狮前。
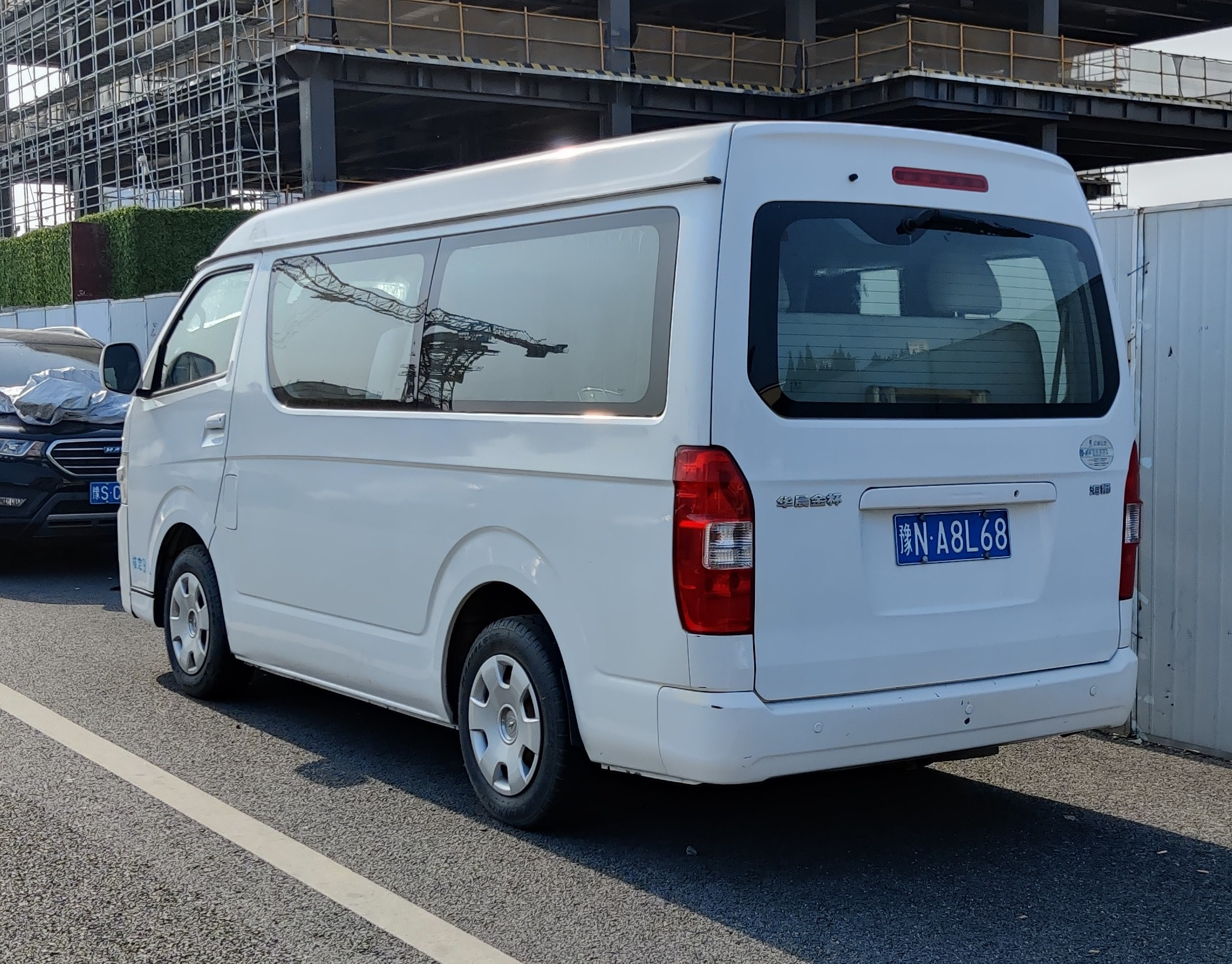
金杯新海狮后方。

## 也可以看看
- 豐田Hiace